# 胀萼蓝钟花
胀萼蓝钟花（学名：Cyananthus inflatus）是桔梗科蓝钟花属的植物。分布于印度、尼泊尔、不丹、锡金以及中国大陆的云南、西藏、四川等地，生长于海拔1,900米至4,900米的地区，一般生于山坡灌丛中、草坡和草甸之中，目前尚未由人工引种栽培。
其种加词“Inflatus”意为“膨胀的”。

## 异名
- Cyananthus inflatus Hook. f. et Thoms. var. rufus Franch.
- Cyananthus forrestii Diels
- Cyananthus inflatus var. rufus Franch.
- Cyananthus inflatus var. sylvestris C.Marquand
- Cyananthus pseudoinflatus P.C.Tsoong